# Рикман, Иван Севастьянович
 Иван Севастьянович Рикман — новгородский и виленский губернатор.

## Биография
Родился в середине XVIII века в семье штатс-хирурга при санкт-петербургской полиции, уроженца Саксонии, Севастиана Рикмана (1710—1763). На государственной службе с 1763 года. С мая 1771 года, будучи переводчиком Коллегии Иностранных Дел, он был поверенным в делах в Испании и управлял посольством до 21 мая (1 июня) 1773 года. В 1783—1787 годах он был генеральным консулом в Стокгольме, затем, в чине канцелярии-советника, резидентом в Гданьске (Данциге), а в 1790—1795 годах — министром в Митаве.
24 января 1803 года он был произведен в действительные статские советники и назначен губернатором в Новгородскую губернию. В 1805—1806 годах был губернатором в Виленской губернии.

## Семья
Жена — Марта Варфоломеевна Пейрон (ум. 1843), по происхождению шведка. Дети:
- Авдотья Ивановна (1787— 1845), замужем за С. И. Траскиным.
- Пётр Иванович (1790—1845) — тайный советник, член Совета Министерства Иностранных Дел.